# Dink's song
Pour les articles homonymes, voir Dink.
Dink's song, aussi connu sous le nom de Fare thee well, est une chanson de folk américaine jouée par beaucoup de musiciens durant le folk revival, notamment par Bob Dylan et Jeff Buckley. Elle raconte l'histoire d'une femme abandonnée par son mari quand elle a le plus besoin de lui.
La chanson a été enregistrée pour la première fois par l'ethnomusicologue John Lomax en 1908, chantée par une Afro-américaine, Dink.